# Осень (картина Мане)
«Осень, Мери Лоран» (фр. L’Automne, Méry Laurent) — картина французского художника Эдуарда Мане, написанная в 1882 году. На картинах изображена модель Мери Лоран как аллегория осени. Находится в коллекции Музея изобразительного искусства в Нанси (Франция).

## Сюжет и описание
«Осень» была второй и последней из запланированного тетраптиха аллегорических произведений Мане с использованием шикарных парижанок для изображения четырёх времён года. Идея художнику пришла от его друга журналиста и искусствоведа Антонена Пруста, который предложил такую серию, олицетворяющую современные идеалы женщины, моды и красоты. Мане умер в 1883 году и серия так и не была закончена.
На картине модель Мери Лоран изображена в шубке и представлена в профиль, как на портретах итальянского Возрождения. На фоне японской ткани синий цвет и коричневый цвет её одежды подчёркивают розовый цвет её лица.

## История
Картина находилась в собственности художника до его смерти в 1883 году. Впервые она была выставлена на всеобщее обозрение в январе 1884 года, когда в Национальной школе изящных искусств в Париже была сделана мемориальная выставка в честь Мане. Затем картина была выставлена на аукцион 2 и 3 февраля 1884 года в аукционном доме Hôtel Drouot. Она ушла за 1 550 франков к арт-дилеру Жакобу. Не совсем понятно, чьё задание он выполнял. Возможно, он купил картину от имени оперного певца Жана-Батиста Фора, как утверждал Леон Линхофф. Возможно, позже он отдал или продал картину самой изображённой на картине Мери Лоран. Но также возможно, что сама Мери Лоран поручила Жакобу купить картину. Лоран хранила картину до своей смерти в 1900 году и завещала её Музею изобразительного искусства в своём родном городе Нанси. Это была первая картина Мане, попавшая в коллекцию провинциального французского музея. По случаю дарения музею Художественное общество Востока (Société Artistiques de l’Est) охарактеризовало картину как «главное произведение мастера-импрессиониста», которое стало «вехой в истории искусства XIX века».